# Пил Ланцоша — ван Стокума
Пил ван Стокума — найпростіший відомий точний розв'язок рівнянь Ейнштейна. Вперше вивів Корнелій Ланцош 1924 року. Незалежно перевідкрив Віллем ван Стокум 1937 року. Нині цей розв'язок рекомендують називати пилом Ланцоша — ван Стокума.
Гравітаційне поле у розв'язку створюють пилові частинки, що обертаються навколо осі циліндричної симетрії. Густина «пилу» зростає з віддаленням від осі обертання як:
{\displaystyle \mu ={\frac {a^{2}}{2\pi }}\exp(a^{2}r^{2})}
Ця модель не може описувати спостережуваний Всесвіт, проте залишається дуже важливою з ілюстративної точки зору.